# Some Mother's Son
Some Mother's Son (br: Mães em Luta) é um filme norte-irlandês de 1996, escrito e dirigido por Terry George e co-escrito por Jim Sheridan.
É baseado no acontecimento verídico do protesto da  "Guerra da Fome", que aconteceu na Irlanda do Norte no ano de 1981, na prisão de Maze.

## Sinopse
O prisioneiro político Bobby Sands lidera o protesto contra o tratamento dado aos prisioneiros do IRA, pedindo para que eles fossem tratados como prisioneiros de guerra e não como criminosos. As mãe de dois guerrilheiros lutam para salvar a vida de seus filhos.

## Elenco
- Helen Mirren .... Kathleen Quigley
- Fionnula Flanagan .... Annie Higgins
- John Lynch .... Bobby Sands
- Aidan Gillen .... Gerard Quigley
- Tom Hollander .... Farnsworth
- David O'Hara .... Frank Higgins